# Володіння (фільм)
Володіння (англ. Dominion) — американський пригодницький фільм 1995 року режисера Майкла Кехо.

## Сюжет
Шість друзів організують тижневий похід в глухі місця, куди їх доставляють вертольотом. Наступного ранку вони відправляються на полювання. Божевільний мисливець починає переслідувати групу друзів, коли вони входять на його територію.

## У ролях
| Актор          | Роль          |
| -------------- | ------------- |
| Бред Джонсон   | Гарріс        |
| Брайон Джеймс  | Лінвуд        |
| Тім Томерсон   | Фітц          |
| Вуді Браун     | Каллі         |
| Джеффрі Блейк  | Джоел         |
| Гленн Моршауер | Ланс          |
| Стів Джаннеллі | Переллі       |
| Річард Рілі    | Ларрі         |
| Бред Вілсон    | Рой           |
| Лейф Гаррет    | Білл          |
| Марсія Крісті  | Еммі Гарріс   |
| Лія Салімене   | Шарі Гарріс   |
| Вінсент Беррі  | Метті Гарріс  |
| Тайлер Паттон  | члена екіпажу |
| Джеймі Кехо    | члена екіпажу |
| Аль Гербіно    | пілот         |
| Кен Вієйра     | пілот         |
| Макс Тейер     | Макс          |

| Актор              | Роль         |
| ------------------ | ------------ |
| Майкл Пападжон     | Джон         |
| Ентоні Леонарді    | Ерік         |
| Марк Джинтер       | Аль          |
| Гроув Е. Джонсон   | мисливець    |
| Джордж Атамян      | мисливець    |
| Джейсон Крик       | мисливець    |
| Гарольд Кехо       | мисливець    |
| Волтер Луедке      | мисливець    |
| Роберт Шилі        | мисливець    |
| Крейг Діффендерфер | поліцейський |
| Кірк Дрісколл      | поліцейський |
| Еметт Греннан      | поліцейський |
| Ральф Ліллінг      | поліцейський |
| Воррен Мейджерс    | поліцейський |
| Стів Міггас        | поліцейський |
| Брендон Петерсон   | поліцейський |
| Вілл Тейер         | поліцейський |